# Lawrence Alma-Tadema
Sir Lawrence Alma-Tadema (født 8. januar 1836, død 25. juni 1912) var en af de mest kendte victorianske malere. Han blev født i Dronrijp i Nederlandene, men flyttede til London i 1870 og blev der resten af sit liv.
Han malede klassiske motiver og blev kendt for sine skildringer af Romerrigets dekadence og luksus med hovedpersonerne malet i fantastiske paladser eller med en blå middelhavshimmel som baggrund.